# Kusnezow NK-8

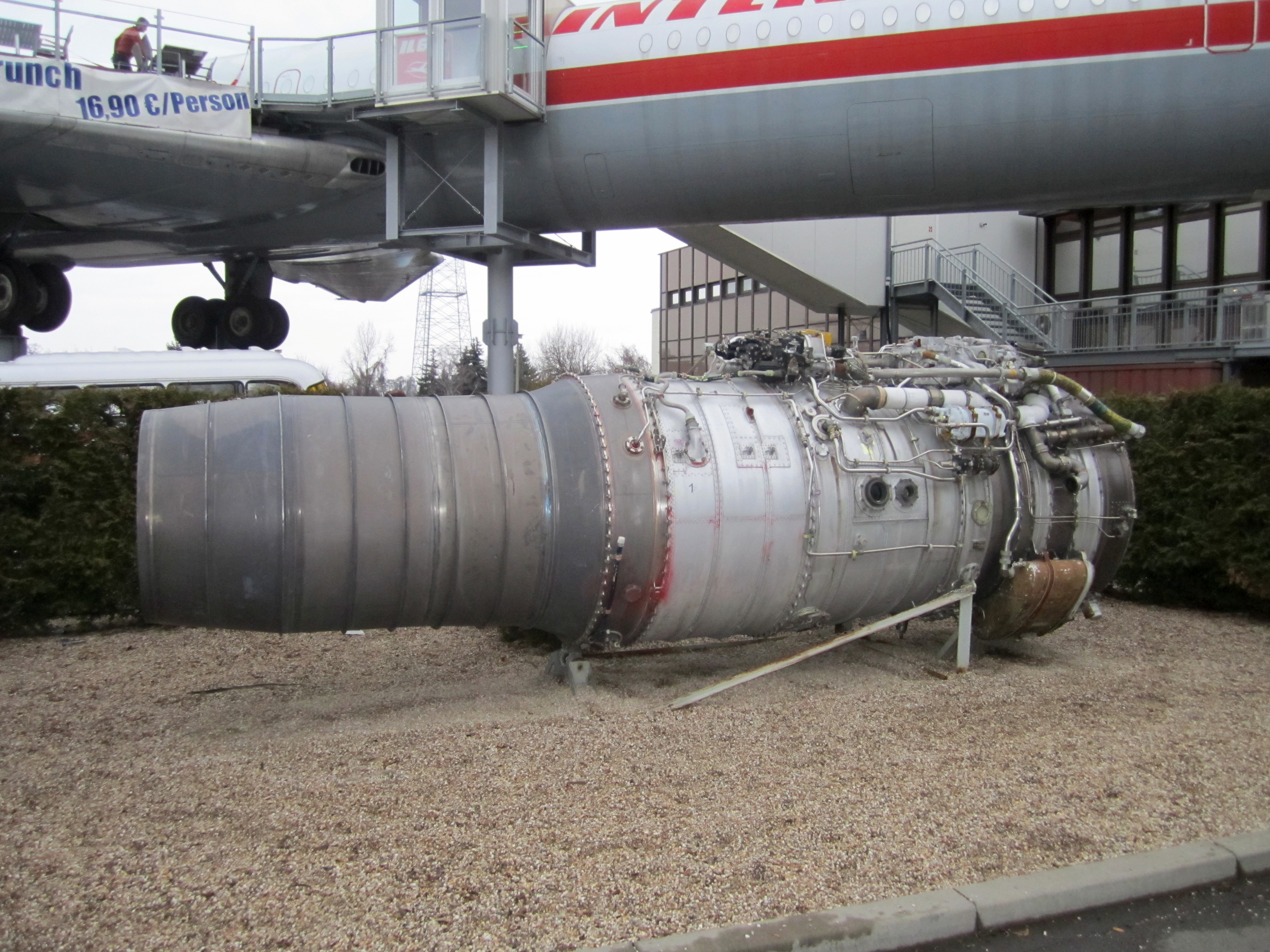
Kusnezow NK-8-4

Das Kusnezow NK-8 (russisch Кузнецов НК-8) ist ein ziviles Turbinenluftstrahltriebwerk des sowjetischen Konstruktionsbüros Kusnezow. Es wurde für die Il-62 entwickelt und auch in der Tu-154 verwendet. Die Serienproduktion wurde im Kasaner Werk Nr. 16 von 1966 bis 1976 durchgeführt und umfasste 931 Stück.

## Varianten
- NK-8-1 – (Il-62)
- NK-8-2 – (Tu-154)
- NK-8-2U – (Tu-154A)
- NK-8-3 – (Il-62, 1964)
- NK-8-4 – (Il-62, Il-62M, 1967)
- NK-8-4K – (Ekranoplan, 1970)
- NK-88 – (Tu-155, vom NK-8-2 abgeleitet, Versuchstriebwerk zur Erforschung eines alternativen Wasserstoff-/Erdgasantriebs, 1968)
- NK-89 – (Tu-156, wie NK-88, Flüssigerdgas als Zusatzbrennstoff, 1989)

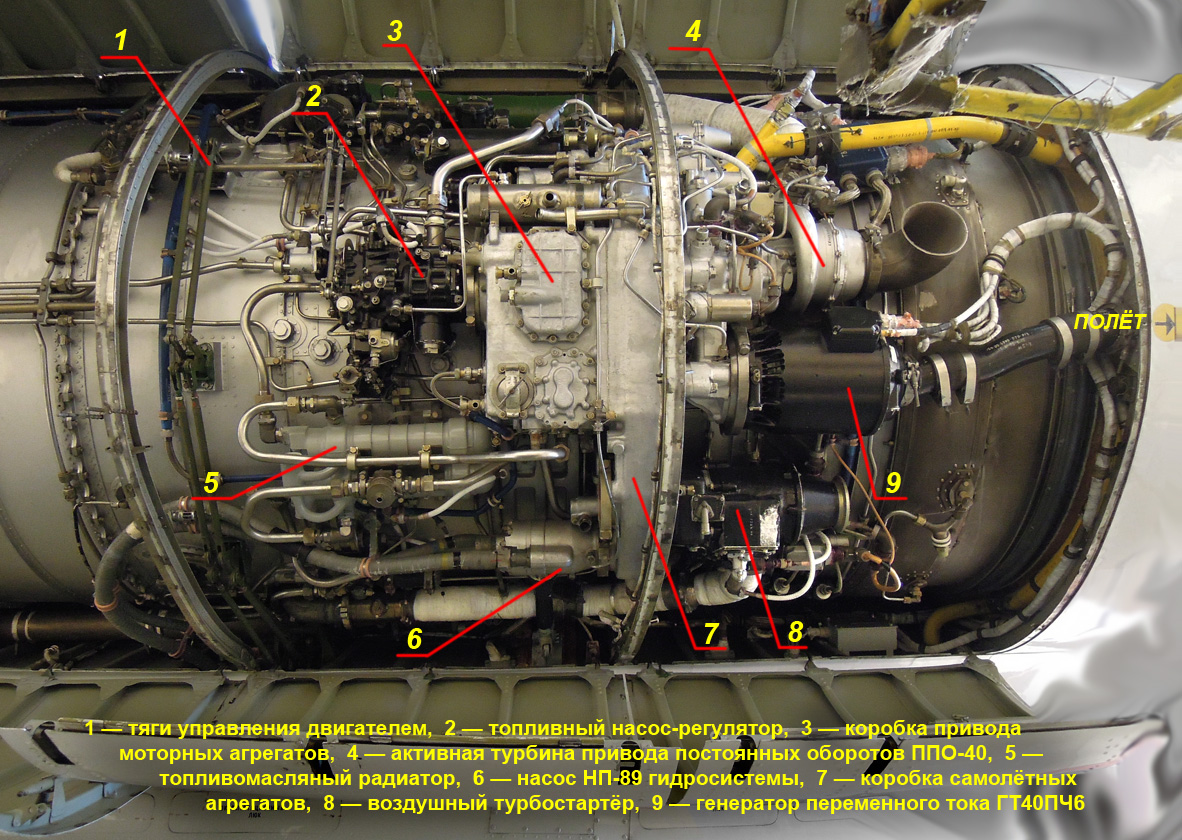
Schnittmodell (NK-8-2U)
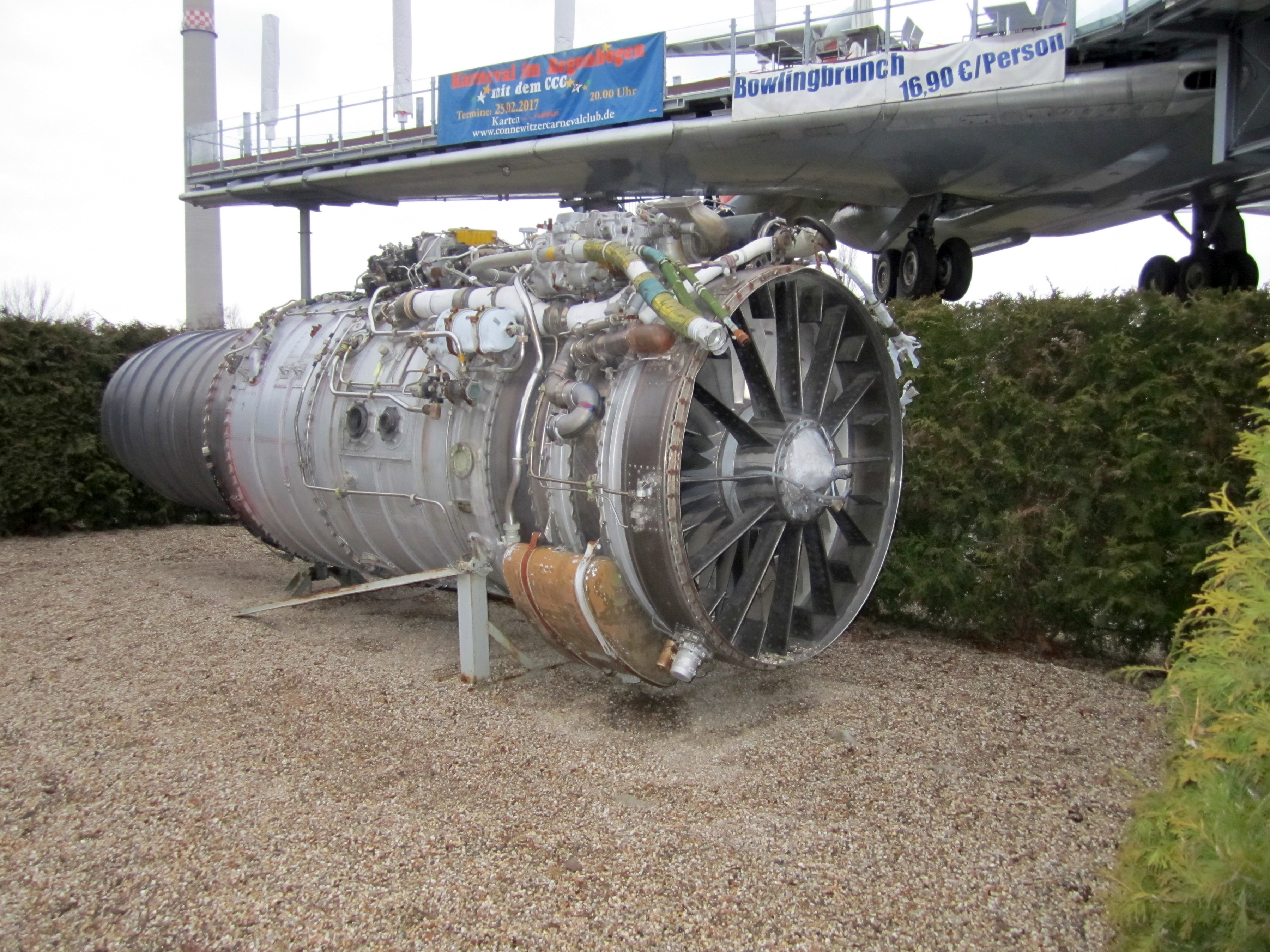
Kusnezow NK-8-4
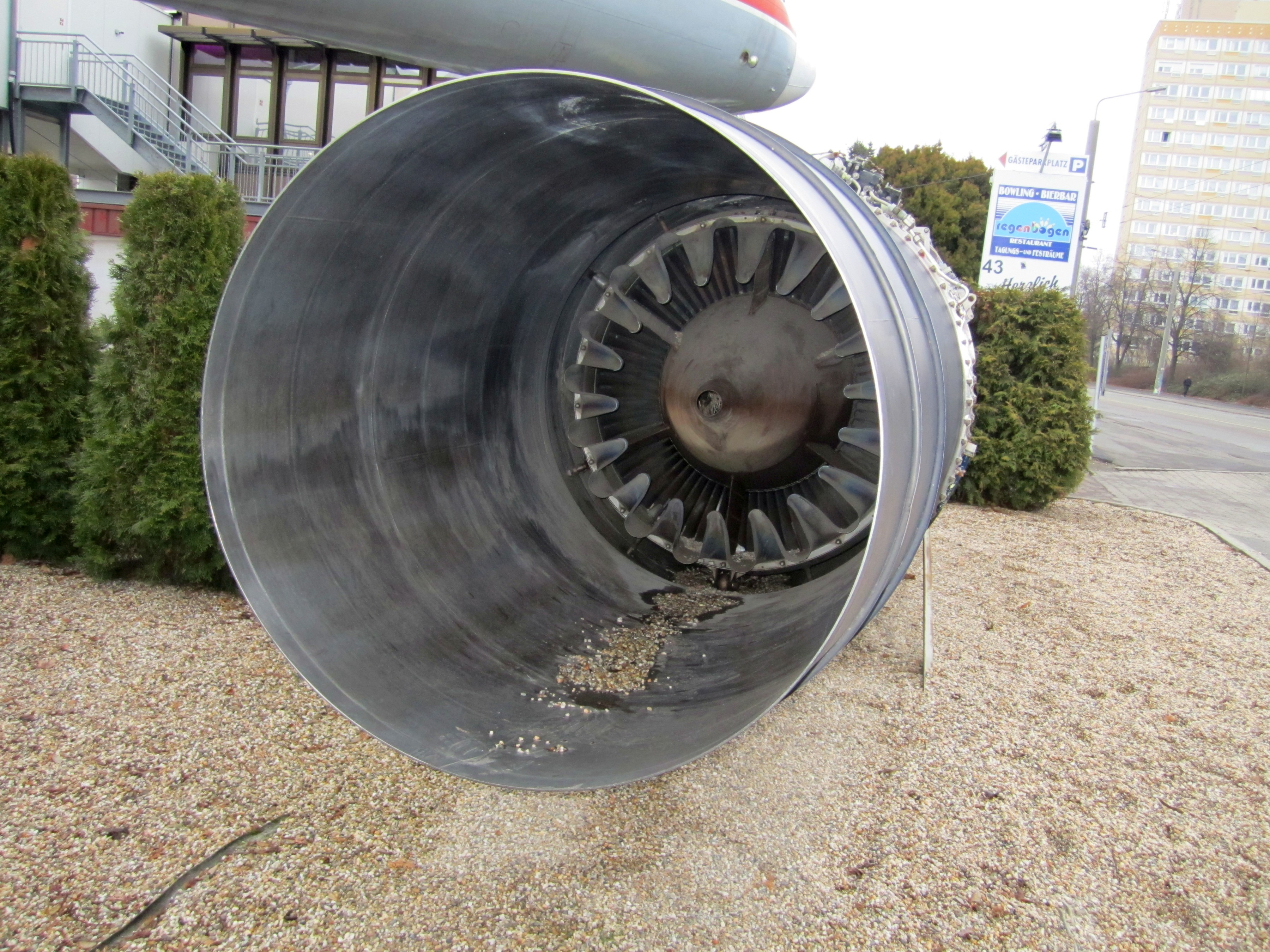
Kusnezow NK-8-4

## Technische Daten (NK-8-2)
- Zweiwellen-Luftstrahltriebwerk
- Länge: 4762 mm
- Durchmesser: 1442 mm
- Trockengewicht: 2100 kg
- Kompressor: Zweistufiger Axialkompressor, zweistufige Niederdruckstufe, sechsstufige Hochdruckstufe
- Ringbrennkammer mit 139 Brennerdüsen
- Gasturbine: Einstufige Hochdruckstufe, zweistufige Niederdruckstufe
- Druckumlaufschmierung
- Maximaler Schub: 93,2 kN beim Start
- Gesamtdruckverhältnis: 10,8
- Nebenstrom-Verhältnis: 1
- Turbineneintrittstemperatur: 870 °C
- Spezifischer Kraftstoffverbrauch: 21,53 g / kNs bei Reisegeschwindigkeit in 11.000 m Höhe
- Schub-Gewicht-Verhältnis: 4,53